# Gliederung einer Infanterie-Division der Wehrmacht der 2. Aufstellungswelle
Die Gliederung einer Infanterie-Division der 2. Aufstellungswelle der Wehrmacht glich in weiten Teilen der einer Division der 1. Aufstellungswelle. Bis 1938 wurden die bei der Mobilmachung aufzustellenden Divisionen der 2. Aufstellungswelle als Reserve-Divisionen bezeichnet. Mit Beginn der deutschen Mobilmachung am 26. August 1939 wurden 19 Infanterie-Divisionen aufgestellt.
Im Unterschied zu den Divisionen der 1. Aufstellungswelle besaß die Infanterie keine Granatwerfer und keine schweren Infanteriegeschütze, die Artillerie besaß keine Beobachtungsabteilung. Darüber hinaus fehlten die Musikkorps der Regimenter. Die Divisionen bestanden aus Abgaben aktiver Truppenteile (6 %), Reservisten der Klasse I, die die volle Ausbildung durchlaufen hatten (83 %) und der Klasse II, die nur eine dreimonatige Kurzausbildung durchlaufen hatten (8 %). Die restlichen 3 % gehörten zur Landwehr. Die Sollstärke betrug 491 Offiziere, 98 Beamte, 2.273 Unteroffiziere und 12.411 Mannschaften für eine Gesamtstärke von 15.273 Mann. Im Verlaufe des Zweiten Weltkrieges wurden Gliederung und Bewaffnung der einer Infanterie-Division der 1. Aufstellungswelle angeglichen.

## Divisionskommandeur
- Kommandeur (Generalmajor)

## Divisionsstab
(Stärke: 98 Offiziere und Mannschaften)
- Kradmeldezug
- Kartenstelle, Druckereizug

### Führungsabteilung
- Ia 1. Generalstabsoffizier (Oberstleutnant i.G, Vorschläge an Divisionskommandeur zur Führung)
- O1 1. Ordonnanzoffizier (Major, Gehilfe des Ia)
- Ic 3. Generalstabsoffizier (Hauptmann i.G, Feindlageoffizier)
- Id Ausbildungsabteilung
- O3 3. Ordonnanzoffizier (Oberleutnant, Gehilfe des Ic)
- Divisionsartillerieführer (Kommandeur des Artillerieregiments)
- Divisionspionierführer (Kommandeur des Pionierbataillons)
- Divisionsnachrichtenführer (Kommandeur der Nachrichtenabteilung)

### Adjutantur
- IIa Divisionsadjutant (Major, Personalangelegenheiten der Offiziere)
- IIb Vertreter Divisionsadjutant (Hauptmann, Personalangelegenheiten der Unteroffiziere und Mannschaften)
- III Divisionskriegsgericht (Kriegsgerichtsrat)

### Quartiermeisterabteilung
- Ib 2. Generalstabsoffizier (Major, Leiter der Quartiermeisterabteilung)
- O2 2. Ordonnanzoffizier (Gehilfe des Ib)
- Ib/WuG (Hauptmann, Ergänzung, Nachschub und Pflege von Waffen, Munition und Gerät aller Art)
- Ib/Kfz (Hauptmann, Ersatz, Nachschub und Instandsetzung von Kfz)
- IVa Divisionsintendant (Intendanturrat, Versorgung mit Verpflegung, Futter, Bekleidung und Ausrüstung)
- IVb Divisionsarzt (Oberfeldarzt, Vorgesetzter aller Sanitätsdienste der Division)
- IVc Divisionsveterinär (Oberstabsveterinär, Vorgesetzter aller Veterinärdienste der Division)
- IVd katholischer und evangelischer Pfarrer
- IVz Stabszahlmeister mit Rechnungsstelle (Auszahlung des Wehrsoldes u. a.)

## Fechtende Truppe

### Infanterieregiment
Drei Infanterieregimenter mit je (Stärke: 75 / 7 / 493 / 2.474 [Offiziere/Beamte/Unteroffiziere/Mannschaften])
- Regimentsstab mit Kommandeur des Infanterieregiments (Oberst), Adjutant, Ordonnanzoffizier, Nachrichtenoffizier

- Regimentsnachrichtenzug
  - Zugführer (Leutnant), zugleich Nachrichtenoffizier des Regiments, beritten
  - Zugtrupp mit Funkmeister, beritten, 2 Nachrichtenmechaniker
  - kleiner Fernsprechtrupp a, 2 mittlere Fernsprechtrupps a
  - 4 Tornisterfunktrupps d
  - 2 vierspännige Fernsprechwagen, zweispänniger kleiner Funkwagen

- Regimentsreiterzug
  - Zugführer (Oberfeldwebel)
  - Zugtrupp
  - 3 Reitergruppen (Stärke: 1/7)
  - zweispänniges Gefechtsfahrzeug mit Fahrer und Schmied, kleine Feldküche mit Fahrer und 2 Feldköchen, Rechnungsführer mit Fahrrad

- Regimentspionierzug
  - Zugführer (Leutnant), beritten
  - Zugtrupp mit Zugtruppführer, 3 Melder, Pferdehalter, Sanitätsunteroffizier mit Fahrrad
  - 6 Pioniergruppen (Stärke: 1/9)
  - 3 zweispännige Gerätewagen, ein zweispänniger Gasschutzwagen

- 3 Infanteriebataillone, je Bataillon mit (Stärke: 14 / 1 / 846 Unteroffiziere und Mannschaften)
  - Bataillonsstab
  - Nachrichtenstaffel
    - Staffelführer (Feldwebel)
    - 2 kleine Fernsprechtrupps a
    - 4 Tornisterfunktrupps d
    - zweispänniger Nachrichtengerätewagen

  - Infanteriepionierzug (dieser trat nur bei Bedarf aus besonders geschulten Soldaten der Infanteriekompanien zusammen)
  - 3 Schützenkompanien mit je 9 leichten MG, 3 Panzerbüchsen
    - Kompaniechef (Hauptmann), beritten
    - Kompanietrupp mit Truppführer, 4 Melder, 2 Melder mit Fahrrad, Pferdehalter, 2 Sanitäter
    - 3 Schützenzüge (Stärke: 1 / 0 / 6 / 43) mit Zugführer, Zugtrupp, 4 Gruppen
    - 3 Panzerbüchsentrupps (Stärke: 1/6) mit je 3 Panzerbüchsen
    - Gefechtstross mit Hauptfeldwebel, Gefechtstrossführer, Waffen und Geräteunteroffizier, 3 zweispännige Gefechtsfahrzeuge, 2 Feldköche mit vierspänniger großer Feldküche
    - Verpflegungstross I mit Fourier, zweispänniger Feldverpflegungswagen mit Fahrer
    - Verpflegungstross II mit Verpflegungsunteroffizier, LKW 3 t mit Fahrer und Beifahrer
    - Gepäcktross mit Rechnungsführer, Rechnungsführergehilfe, Schneider, Schuster, Sattler, Kradfahrer mit Beiwagenkrad, LKW 3 t mit Fahrer und Beifahrer für die Kompanieschreibstube, LKW 3 t mit Fahrer und Beifahrer für das Gepäck der Soldaten

  - Maschinengewehrkompanie mit 12 schweren MG
    - Kompaniechef (Hauptmann)
    - Kompanietrupp mit Truppführer, Beobachtungsunteroffizier, 2 Richtkreisunteroffiziere, Entfernungsmeßmann, 2 Radmelder, Meldereiter, Pferdehalter, Nachrichtenstaffel
    - 3 schwere Maschinengewehrzüge mit Zugführer, Zugtrupp, 2 Gruppen mit je 2 schweren MG
    - Trosse

- Infanteriegeschützkompanie (13. Kompanie) (bespannt) mit 8 leichten 7,5 cm Infanteriegeschützen
  - Kompaniechef (Hauptmann), beritten
  - Kompanietrupp mit Nachrichtenunteroffizier, 3 Fernsprecher, 3 Melder, 2 Vermesser, 2 Rechner, Entfernungsmeßmann, Pferdehalter (beritten) und vierspänniger Beobachtungswagen mit 2 Fahrern vom Sattel
  - 4 leichte Infanteriegeschützzüge mit je 2 leichten 7,5-cm-Infanteriegeschützen und 2 vierspännigen Munitionsanhängern
  - Gefechtstross mit großer Feldküche, Feldschmiedewagen, Beschlagschmied, Futtermeister
  - Verpflegungstross
  - Gepäcktross

- Panzerabwehrkompanie (motorisiert) (14. Kompanie) mit 12 Pak 3,7 cm, 4 leichte MG
  - Kompaniechef (Oberleutnant)
  - Kompanietrupp
  - 4 Pakzüge mit je 3 Pak 3,7 cm (6 Soldaten) und leichter MG Trupp (3 Soldaten)
  - Gefechtstross
- leichte Infanteriekolonne
  - Kolonnenführer, beritten
  - 2 Kradmelder
  - 3 Züge mit je 8 zweispännigen Fahrzeugen

Alle Einheiten im Regiment, außer Stabsfahrzeuge und Panzerabwehrkompanie, waren bespannt.

### Artillerieregiment
(Stärke: 114 / 10 / 427 / 2321)
- Stab mit Kommandeur (Oberst), Adjutant, 1. und 2. Ordonnanzoffizier, Artillerieverbindungsoffizier, Nachrichtenoffizier, Verpflegungsoffizier, Regimentsarzt, Regimentsveterinär, Ia Schreiber, Waffenmeister, Geräteoffizier, Funkmeister

- Stabsbatterie
  - Artillerieverbindungskommando(AVKo)
  - Nachrichtenzug
  - Artillerievermessungstrupp
  - Druckereizug
  - Wetterzug

- 3 leichte Artillerieabteilungen mit je (Stärke: 20 / 2 /  82 / 505)
  - Stab mit Kommandeur (Major), Adjutant, Ordonnanzoffizier, Nachrichtenzugführer, Artillerievermessungstruppführer, Abteilungsarzt, Abteilungsveterinär, Zahlmeister, Ia Schreiber
  - Stabsbatterie
    - Nachrichtenzug mit mittleren Fernsprechtrupp a (vierspännig), mittleren Fernsprechtrupp b (zweispännig), großen Fernsprechtrupp a (sechsspännig), 2 Tornisterfunktrupps b (zu Fuß), 2 Tornisterfunktrupps b (beritten)
    - Artillerieverbindungstrupp (AVT)
    - Vermessungstrupp

  - 3 Batterien zu je 4 leichten Feldhaubitzen 10,5 cm und 2 leichten MG (Stärke: 4 / 0 / 30 / 137)
    - Batteriechef (Hauptmann) mit Führungsstaffel
    - Vermessungsstaffel mit Beobachtungsoffizier, Beobachtungsfeldwebel, Richtkreisunteroffizier I, Rechentruppführer, Scherenfernrohrunteroffizier
    - Nachrichtenstaffel mit Nachrichtenfeldwebel, 2 Feldkabeltrupps zu Fuß, 2 Fernsprechtrupps beritten, 2 Funktrupps zu Fuß
    - 2 Geschützstaffeln mit Batterieoffizier, Richtkreisunteroffizier II, Feuerleitfeldwebel, 2 leichte Feldhaubitzen 10,5 cm, 2 leichte MG
    - 1. und 2. Munitionsstaffel mit je 4 Munitionswagen
    - Gefechtstross I mit Feldküche, Versorgungsunteroffizier, Instandsetzungstrupp, Schirrmeister
    - Verpflegungstross II mit Rechnungsführer, Schreibstube
    - Gepäcktross mit Sattler, Schuster, Schneider

  - Artilleriekolonne (mot.) mit 36 t Ladekapazität

- schwere Artillerieabteilung, mit
  - Stab, Nachrichtenstaffel, und Vermessungszug
  - 3 Batterien zu je 4 schweren Feldhaubitzen 15 cm und 2 leichten MG
  - Artilleriekolonne (mot.) mit 36 t Ladekapazität

Alle Einheiten im Regiment, außer Stabsfahrzeuge, waren bespannt.

### Aufklärungsabteilung
(Stärke: 19 / 2 / 90 / 512)
- Stab mit Kommandeur (Rittmeister), Adjutant, Ordonnanzoffizier, Führer des Nachrichtenzuges, Abteilungsarzt, Abteilungsveterinär, Führer der Instandsetzungsstaffel, Oberzahlmeister
- Melderstaffel mit 5 Fahrrad- und 5 Kradmeldern
- Nachrichtenzug (Stärke: 1/29 Unteroffiziere und Mannschaften) mit Fernsprechtrupp (mot.), Funktrupp a (mot.), 3 Tornisterfunktrupp b (beritten), Fernsprechtrupp (beritten), Nachrichtengerätewagen (bespannt)

- Reiterschwadron mit 9 leichten MG
  - Schwadronschef (Rittmeister)
  - Schwadronstrupp
  - 3 Reiterzüge (Stärke: 1 / 42 Unteroffiziere und Mannschaften) mit je einem Zugtrupp und 3 Gruppen
  - Tross (Stärke: 28 Unteroffiziere und Mannschaften) mit bespannter Feldküche, 6 bespannte Wagen, bespannte Feldschmiede

- Radfahrschwadron mit 9 leichten MG, 2 schweren MG und 3 leichten Granatwerfern
  - Schwadronschef (Rittmeister)
  - Schwadronstrupp
  - 3 Radfahrzüge mit je einem Zugführer, 3 Melder und 3 Gruppen (je 12 Soldaten mit ein leichtes MG), leichter Granatwerfertrupp
  - schwerer Zug mit Zugführer, Zugtrupp, sMG-Staffel mit 2 schweren MG
  - Gefechtstross
  - Verpflegungstross
  - Gepäcktross

- schwere Schwadron mit 2 leichten Infanteriegeschützen 7,5 cm, 3 Pak 3,7 cm und 3 leichten Panzerspähwagen
  - Schwadronschef (Rittmeister)
  - Schwadronstrupp
  - Kavalleriegeschützzug mit 2 leichten 7,5-cm-Infanteriegeschützen, sechsspännig
  - Pakzug mit 3 3,7-cm-Pak, leichtes MG
  - Panzerspähtrupp mit 2 Panzerspähwagen, Panzerfunkwagen
  - Gefechtstross mit Feldküche (mot.), Munitions-LKW, Instandsetzungs-LKW, Betriebsstoff-LKW
  - Verpflegungstross
  - Gepäcktross

### Panzerabwehrabteilung
(Stärke: 550 Soldaten)
- Stab mit Kommandeur (Major)
- Nachrichtenzug
- 3 Panzerabwehrkompanien mit je 12 Pak 3,7 cm und 6 leichten MG
  - Kompaniechef (Oberleutnant)
  - Kompanietrupp
  - je 4 Panzerabwehrzüge mit je 3 Pak 3,7 cm mit je 6 Soldaten und ein leichter MG Trupp mit 3 Soldaten
  - Gefechtstross
- Trosse

Alle Einheiten der Abteilung waren motorisiert.

### Pionierbataillon
(Stärke: 17 / 1 / 60 / 442)
- Stab mit Kommandeur (Major), Offizier z. b. V., Adjutant, Verpflegungsoffizier, Bataillonsarzt, Hilfsarzt, Bataillonsveterinär und Stabspersonal
- Nachrichtenzug (Stärke: 1 / 0 / 4 / 27)
- 1. und 2. Pionierkompanien (bespannt) mit je 9 leichten MG, 3 Panzerbüchsen, 3 Flammwerfern
  - Kompaniechef (Hauptmann)
  - Kompanietrupp (Stärke: 1 / 7) mit 2 Reitpferde, 1 PKW, 2 Kräder
  - 3 Züge mit je 52 Pionieren, mit Zugtrupp (Stärke: 1 / 5), 3 Pionergruppen (Stärke: 1/14)
  - Munitions- und Maschinentrupp mit 14 Soldaten und 3 LKW davon 2 mit Anhänger (Drucklufterzeuger)
  - Gefechtstross mit zweispännigen Feldwagen, Feldküche
  - Verpflegungstross I und II mit zweispännigen Feldwagen, mittleren LKW
  - Gepäcktross mit mittleren LKW

- 3. Pionierkompanie (mot.) mit (Stärke: 4 Offiziere und 194 Unteroffiziere und Mannschaften) 6 PKW, 16 Gruppen-LKW und 7 Kräder

- Brückenkolonne T (mot.) (Stärke: 2 / 0 / 13 / 87)
  - Gruppe Führer (Stärke: 1 Offizier und 5 Unteroffiziere und Mannschaften) mit 1 PKW und 3 Krädern
  - 1. Pontonzug (Stärke: 1 Offizier und 35 Unteroffiziere und Mannschaften) mit 1 PKW, 1 Krad, 4 mittleren Halbketten-Zugkraftwagen mit je einem angehängten zweiachsigen Pontonwagen (darauf ein Halbponton), 4 mittlere LKW mit je einem angehängten zweiachsigen Pontonwagen (darauf ein Halbponton), 2 LKW mit angehängten Bockwagen, 2 mittlere LKW mit 2 angehängten Uferbalkenwagen, mittlerer LKW mit einachsigen Anhänger für 1 Motorboot
  - 2. Pontonzug (Stärke: 36 Unteroffiziere und Mannschaften) wie 1. Pontonzug, jedoch mit einem zweiachsigen Anhänger, darauf 6 Sturmboote
  - Ergänzungszug (Stärke 8 Soldaten) mit Beiwagen-Krad, 2 mittleren LKW mit 2 angehängten Rampenwagen, mittlerer LKW mit einachsigen Fährseilanhänger
  - Verpflegungs und Gepäcktross (Stärke: 1 Beamter, 15 Unteroffiziere und Mannschaften) mit motorisierter Feldküche, 2 Beiwagenkräder, leichter LKW, Betriebsstoff-LKW

- leichte Pionierkolonne (bespannt)
  - Kolonnenführer
  - 3 Züge mt je 3 zweispännigen Fahrzeugen

### Nachrichtenabteilung
- Stab mit Kommandeur (Major), Adjutant, Leiter des Nachrichtenbetriebes (LdN), Technischer Inspektor, Führer der Kfz. Instandsetzungsstaffel, Abteilungsarzt, Zahlmeister

- Fernsprechkompanie (teilmot.) (Stärke: 5 / 0 / 40 / 190)
  - 5 Fernsprechzüge mit zusammen 11 großen Fernsprechtrupps (mot.) mit je 1/6, 6 großen Fernsprechtrupps (bespannt) mit je 1/8, 3 mittleren Fernsprechbetriebstrupps (mot.) mit je 2/6, 2 kleinen Fernsprechtrupps (mot.) mit je 1/3
  - Gefechtstross
  - Verpflegungstross
  - Gepäcktross

- Funkkompanie (mot.)(Stärke: 5 / 0 / 41 / 197)
  - Kompanietrupp
  - 4 Funkzüge mit zusammen 3 mittleren Funktrupps b mit je 2/6, 2 mittleren Funktrupps c mit je 1/2, 8 kleinen Funktrupps a mit je 1/6, 4 Tornisterfunktrupps b mit je 1/4, 4 Tornisterfunktrupps d mit je 1/2, 3 Horch und ein Lauschtrupp, Schlüsseltrupp
  - Gefechtstross
  - Verpflegungstross
  - Gepäcktross
- leichte Nachrichtenkolonne (motorisiert)

## Rückwärtige Dienste

### Verwaltungsdienste
(Stärke: 3 / 28 / 195 Unteroffiziere und Mannschaften)
- Verpflegungsamt mit 7 Beamten, 15 Unteroffizieren und Mannschaften, dazu ein PKW, 3 LKW und ein Krad
- Bäckereikompanie mit 2 Offizieren, 2 Beamten, 138 Unteroffizieren und Mannschaften, dazu 5 PKW, 24 LKW mit 5 angehängten fahrbaren Feldbacköfen, 6 Kräder
- Schlächtereizug mit Offizier, einen Beamten, 42 Unteroffiziere und Mannschaften, dazu ein PKW, 6 LKW, 2 Kräder

(alle Einheiten motorisiert)

### Nachschubdienste
- 1.–3. kleine LKW-Kolonne mit 3 Offizieren und 90 Unteroffizieren und Mannschaften, dazu 3 PKW, 33 LKW(3 t), 9 Kräder, Beladevermögen je Kolonne 30 t Transportfähigkeit
- 4.–6. bespannte Kolonne mit 3 Offizieren und 90 Unteroffizieren und Mannschaften, dazu 36 zweispännige Heeresfahrzeuge(Transportfähigkeit je 700 kg), 3 PKW, 6 Kräder
- 7. Betriebsstoffkolonne mit Offizier, 34 Unteroffizieren und Mannschaften, dazu ein PKW, 11 LKW (Fassungsvermögen 25 m³), 3 Kräder
- Werkstattkompanie mit Offizier, 7 Ingenieuren, 94 Unteroffizieren und Mannschaften, dazu 6 PKW, 19 LKW (davon 4 mit Anhänger), 6 Kräder
- Nachschubkompanie mit 5 Offizieren, 240 Unteroffizieren und Mannschaften, dazu ein PKW, 14 LKW, 7 Kräder

(alle Einheiten motorisiert)

### Sanitätsdienste
- 1. Sanitätskompanie (bespannt) mit 5 Sanitätsoffizieren, 2 Beamten, 160 Unteroffizieren und Mannschaften, dazu 17 bespannte Fahrzeuge, 45 Pferde, ein PKW, ein LKW, 2 Kräder, Radfahrstaffel
- 2. Sanitätskompanie (mot.) mit 184 Soldaten, dazu 4 PKW, 21 LKW, 6 Kräder
- Feldlazarett (mot.) mit 6 Sanitätsoffizieren, 4 Beamten, 66 Unteroffizieren und Mannschaften, dazu 6 PKW, 11 LKW, 2 Kräder
- 2 Krankenkraftwagenkolonnen (mot.) mit je 121 Soldaten, dazu 36 Sanitätskraftwagen, 2 PKW, 8 Kräder

### Veterinärdienste
- Veterinärkompanie (bespannt) mit 7 / 1 / 24 / 203, dazu 88 Pferde, 21 Bespannfahrzeuge, ein PKW, 9 LKW, 3 Kräder
  - Kompaniechef (Stabsveterinär)
  - Sammelstaffel
  - Lazarettstaffel
  - Vorratsstaffel

### Ordnungsdienste
- Feldgendarmeriezug (mot.) mit Offizier und 36 Unteroffizieren, dazu 7 PKW, ein LKW, 8 Kräder

### Feldpostdienste
- Feldpostamt (mot.) mit Feldpostmeister und 17 Beamten, dazu 2 PKW und 2 LKW

## Übersicht
| Nr. der Division | Heimat-Wehrkreis | Nr. der Inf. Rgter | Abweichung von Normalgliederung                                                                                   |
| ---------------- | ---------------- | ------------------ | --- |
| 50               | III              | 121, 122, 123      | Infanterie wie 1. Aufstellungswelle, Aufklärungsabteilung fehlt, dafür 1 Radfahrerschwadron                       |
| 52               | IX               | 163, 181, 205      | |
| 56               | IV               | 171, 192, 234      | Aufklärungsabteilung fehlt, dafür ein Radfahrerschwadron                                                          |
| 57               | VII              | 179, 199, 217      | Reiterschwadron der Aufklärungsabteilung fehlt                                                                    |
| 58               | X                | 154, 209, 220      | |
| 60               | II               | 92, 243, 244       | Infanterie wie 1. Aufstellungswelle                                                                               |
| 61               | I                | 151, 162, 176      | |
| 62               | VIII             | 164, 183, 190      | Aufklärungsabteilung fehlt, dafür 1 Radfahrerschwadron                                                            |
| 68               | III              | 169, 188, 196      | |
| 69               | VI               | 159, 193, 236      | |
| 71               | XI               | 191, 194, 211      | |
| 72               | XII              | 105, 124, 266      | Infanterie wie 1. Aufstellungswelle, Aufklärungsabteilung fehlt, dafür 1 Radfahrerschwadron, 1 San.Kompanie fehlt |
| 73               | XIII             | 170, 186, 213      | Aufklärungsabteilung fehlt, dafür ein Radfahrerschwadron                                                          |
| 75               | II               | 172, 202, 222      | |
| 76               | III              | 178, 203, 230      | |
| 78               | V                | 195, 215, 238      | |
| 79               | XII              | 208, 212, 226      | |
| 86               | VI               | 167, 184, 216      | |
| 87               | IV               | 173, 185, 187      | |

## Verweise